# Kuhle (Leichlingen)
Kuhle ist eine aus einer Hofschaft hervorgegangene Ortschaft in der Stadt Leichlingen (Rheinland) im Rheinisch-Bergischen Kreis.

## Lage und Beschreibung
Kuhle liegt im Tal der Wupper nördlich des Leichlinger Zentrums an der Kreisstraße 1 in der naturräumlichen Einheit Unteres Wuppertal. Der nahe Fluss bildet die Stadtgrenze zu Solingen.
Nachbarorte sind das unmittelbar angrenzende Kradenpuhl, Nesselrath, Altenhof, Scheidt, Bertenrath, Hülstrung und Unterberg diesseits der Wupper und Müllerhof auf der anderen Wupperseite. Auf Solinger Stadtgebiet befinden sich neben Horn die Nachbarorte Gosse, Rupelrath und Hütte. Wüst gefallen ist Büchelshäuschen.

## Geschichte
Die Karte Topographia Ducatus Montani aus dem Jahre 1715 zeigt den Hof unter dem Namen Kuhl. Im 18. Jahrhundert gehörte der Ort zum Kirchspiel Leichlingen im bergischen Amt Miselohe. Die Topographische Aufnahme der Rheinlande von 1824 und die Preußische Uraufnahme von 1844 verzeichnen den Ort als Kuhle bzw. Kuhlen.
1815/16 lebten 43 Einwohner im Ort. 1832 gehörte Kuhle der Bürgermeisterei Leichlingen an. Der laut der Statistik und Topographie des Regierungsbezirks Düsseldorf als Dorfschaft kategorisierte Ort besaß zu dieser Zeit elf Wohnhäuser und zwölf landwirtschaftliche Gebäude. Zu dieser Zeit lebten 55 Einwohner im Ort, davon zwei katholischen und 53 evangelischen Glaubens.
Im Gemeindelexikon für die Provinz Rheinland werden 1885 zwölf Wohnhäuser mit 55 Einwohnern angegeben. 1895 besitzt der Ort zwölf Wohnhäuser mit 52 Einwohnern, 1905 13 Wohnhäuser und 75 Einwohner.